# Jens Moesgaard Christensen
Jens Moesgaard Christensen (født 1. august 1817 på Store Moesgård i Give Sogn, død 25. maj 1892) var en dansk gårdejer, sognefoged og politiker.
Christensen var søn af gårdmand Christen Christensen. Han blev uddannet i landbrug og var karl hos en præst hvor en huslærer underviste ham. Han arvede et hus i Neder Donnerup i Give Sogn og købte en gård dér omkring 1844.
Han var biskolelærer i Neder Donnerup 1844-1848, taksationsmand fra 1847, sognefoged 1849-1991 og lægdsmand 1859-1891. Han var medlem af sogneforstanderskabet i Øster Snede Sogn i flere perioder i 20 år i alt og dets formand i 11 år, og han var medlem af amtsrådet i Vejle Amt 1862-1868. Han var med til at stifte sparekasser i Vejle i 1863 og Give i 1872.
Christensen var medlem af Folketinget valgt i Vejle Amts 4. valgkreds (Givekredsen) fra 26. februar 1853 til 1. december 1854, fra 14. juni 1855 til 14 juni 1858 og fra 7. juni 1864 til 4. juni 1866. Ved valgene i februar og maj 1853 vandt han over kredsens tidligere folketingsmand gårdejer N. Hansen Bank, hvorefter han ikke genopstillede i 1854. Han blev valgt ved valget i 1855, men genopstillede ikke ved valget i 1858. Han blev valgt endnu en gang ved valget i 1864, men genopstillede ikke ved valget i juni 1866.
Han stillede op til valget til Rigsrådets Folketing 1864 uden at blive valgt, men blev valgt til Rigsrådets Folketing i 1865.
Christensen blev udnævnt til Dannebrogsmand i 1882.